# Fiat 1100
De Fiat 1100 is een kleine gezinsauto die door de Italiaanse autofabrikant FIAT geproduceerd werd van 1953 tot 1969. In 1969 werd de auto opgevolgd door de Fiat 128.
De Fiat 1100 kwam met zijn volledig nieuw ontwerp op basis van een zelfdragende carrosserie op de markt als vervanger van de Fiat 1100 E, een afstammeling van de vooroorlogse Fiat 508 C Balilla 1100 die nog op basis van een apart chassis gebouwd was. Er werd ook een reeks lichte bedrijfswagens van de 1100 afgeleid, waarvan de Fiat 1100 T tot 1971 in productie bleef. De Fiat 1100 D werd in India nog tot eind 2000 gebouwd door Premier Automobiles.

## Geschiedenis
Net als andere autoconstructeurs ging Fiat na de Tweede Wereldoorlog door met het produceren en updaten van vooroorlogse modellen. Het instapmodel was de kleine Fiat Topolino uit 1936. In de compacte middenklasse werd de Fiat 1100 E aangeboden, een model op basis van de Fiat 508C Nuova Balilla uit 1937. In het middenklassesegment was de Fiat 1500 uit 1935 verkrijgbaar.
Het eerste naoorlogse ontwerp van Fiat kwam op de markt in 1950 met de Fiat 1400, ter vervanging van de Fiat 1500. Drie jaar later kreeg ook de Fiat 1100 E een opvolger met de volledig nieuwe Fiat 1100 (interne code Tipo 103) die, in tegenstelling tot de Fiat 1400, dezelfde motor gebruikte als zijn voorganger.

## 1100

### 1100/103 (1953)

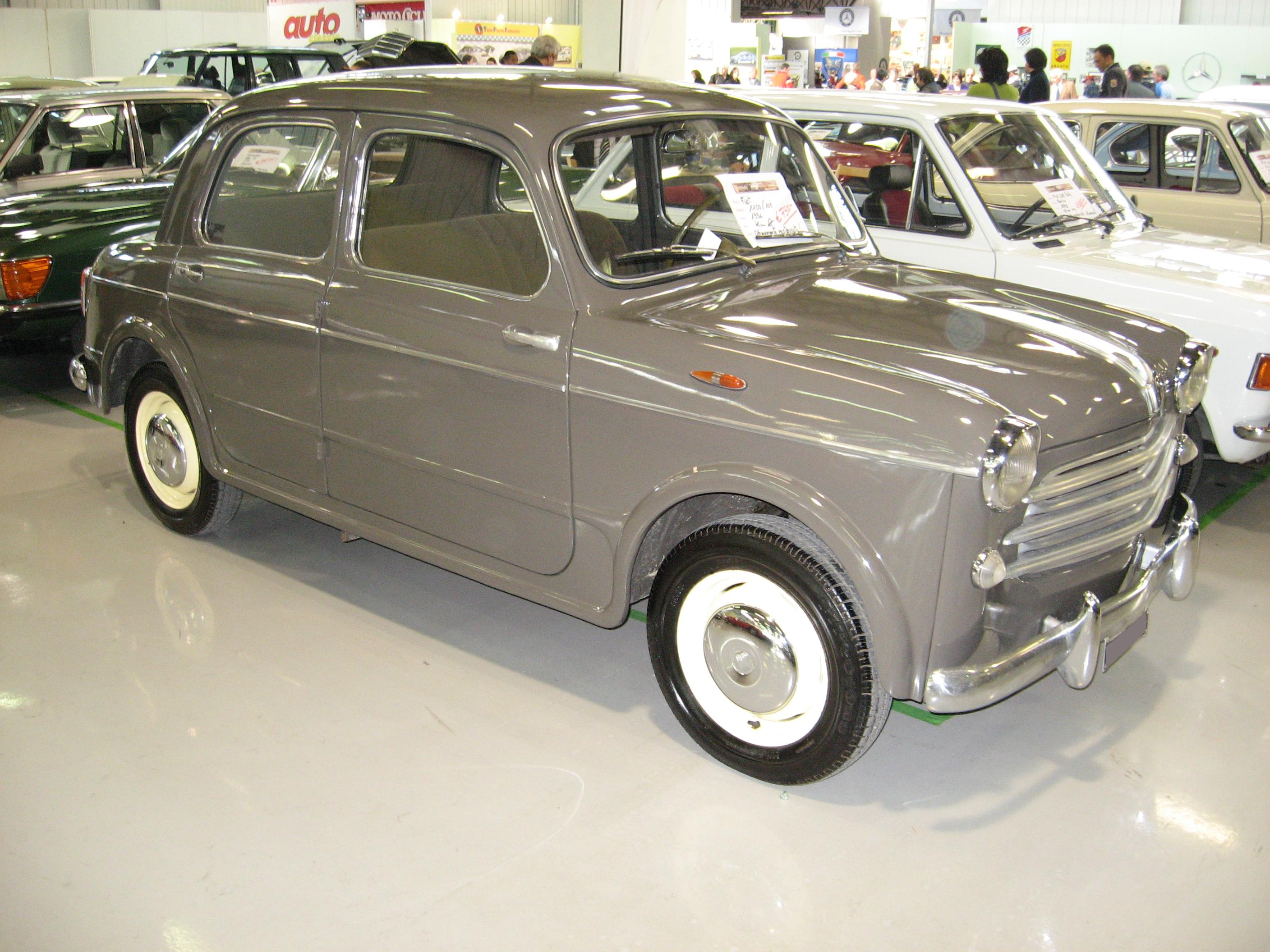
1100/103

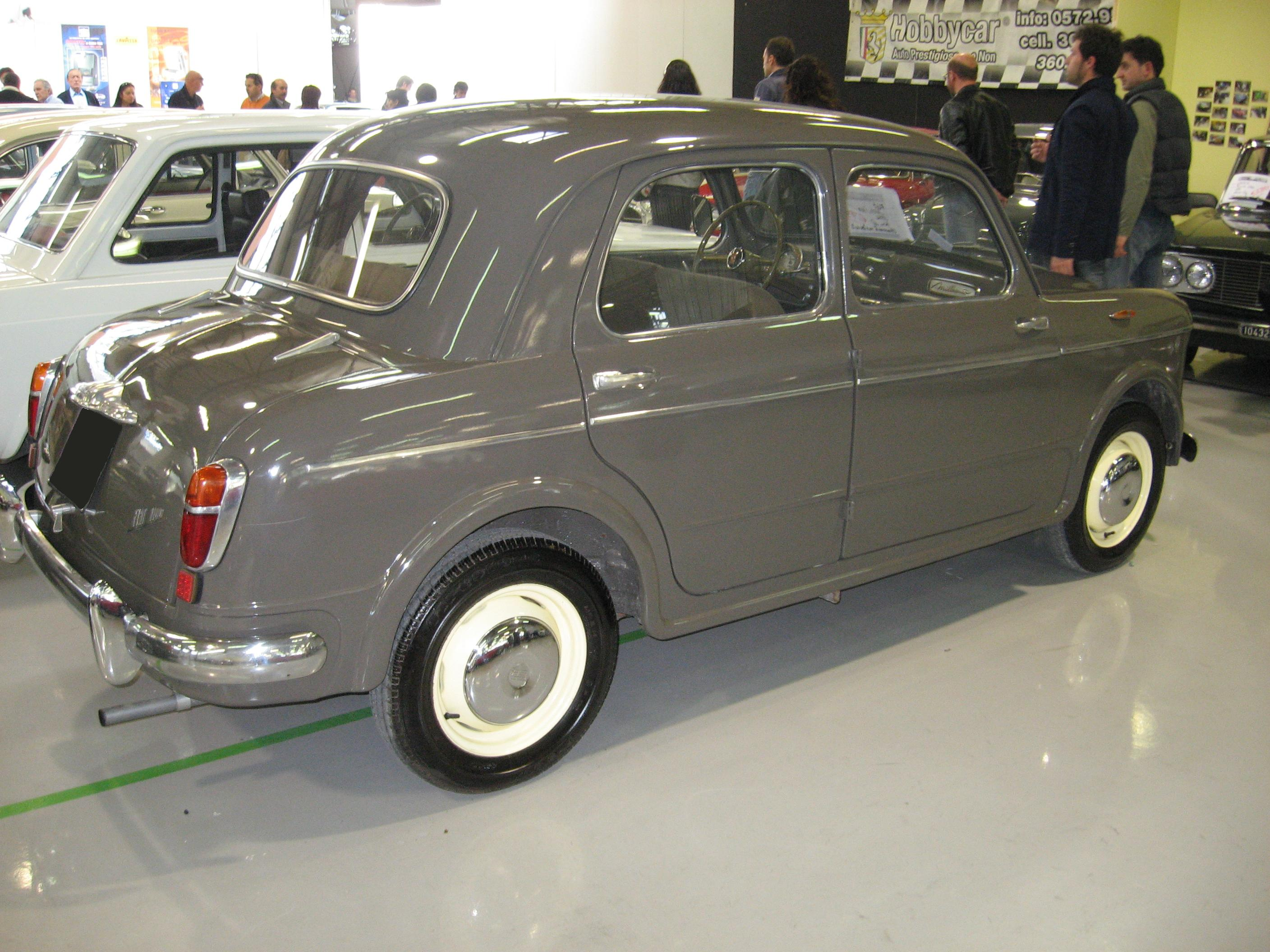
1100/103, achteraanzicht

De Fiat Nuova 1100, ook wel Fiat 1100/103 genoemd naar het interne projectnummer, werd geïntroduceerd op het Autosalon van Genève in april 1953. In tegenstelling tot de 1100 E die hij verving, had de 1100/103 een moderne vierdeurs zelfdragende carrosserie.
De wagen werd aangedreven door dezelfde 1,1-liter benzinemotor die ook terug vinden was in zijn voorganger. Deze 1.089 cc viercilinder werd gevoed door een enkele Solex- of Webercarburateur en leverde 26 kW (36 pk), goed voor een topsnelheid van 116 km/u. Het motorvermogen werd via een handgeschakelde versnellingsbak met vier versnellingen overgebracht op de achteras.
Het nieuwe model werd aangeboden in twee versies: de spartaanse Tipo A en de rijker uitgeruste Tipo B. De Tipo A was alleen verkrijgbaar in een grijsbruine kleur, had aparte voorzetels in plaats van een bank, had geen verchroomde sierelementen en miste een verwarming en ventilatie. De Tipo B was verkrijgbaar in diverse lakkleuren en interieurstoffen en kon geleverd worden met whitewallbanden en een radio.
Een typisch kenmerk van de 1100/103 in de jaren vijftig waren de zelfmoordportieren vooraan. Dit zou pas veranderen in 1960, toen de carrosserie van de 1100 meer ging gelijken op de modernere carrosserie van de Fiat 1200.

#### 1100 TV

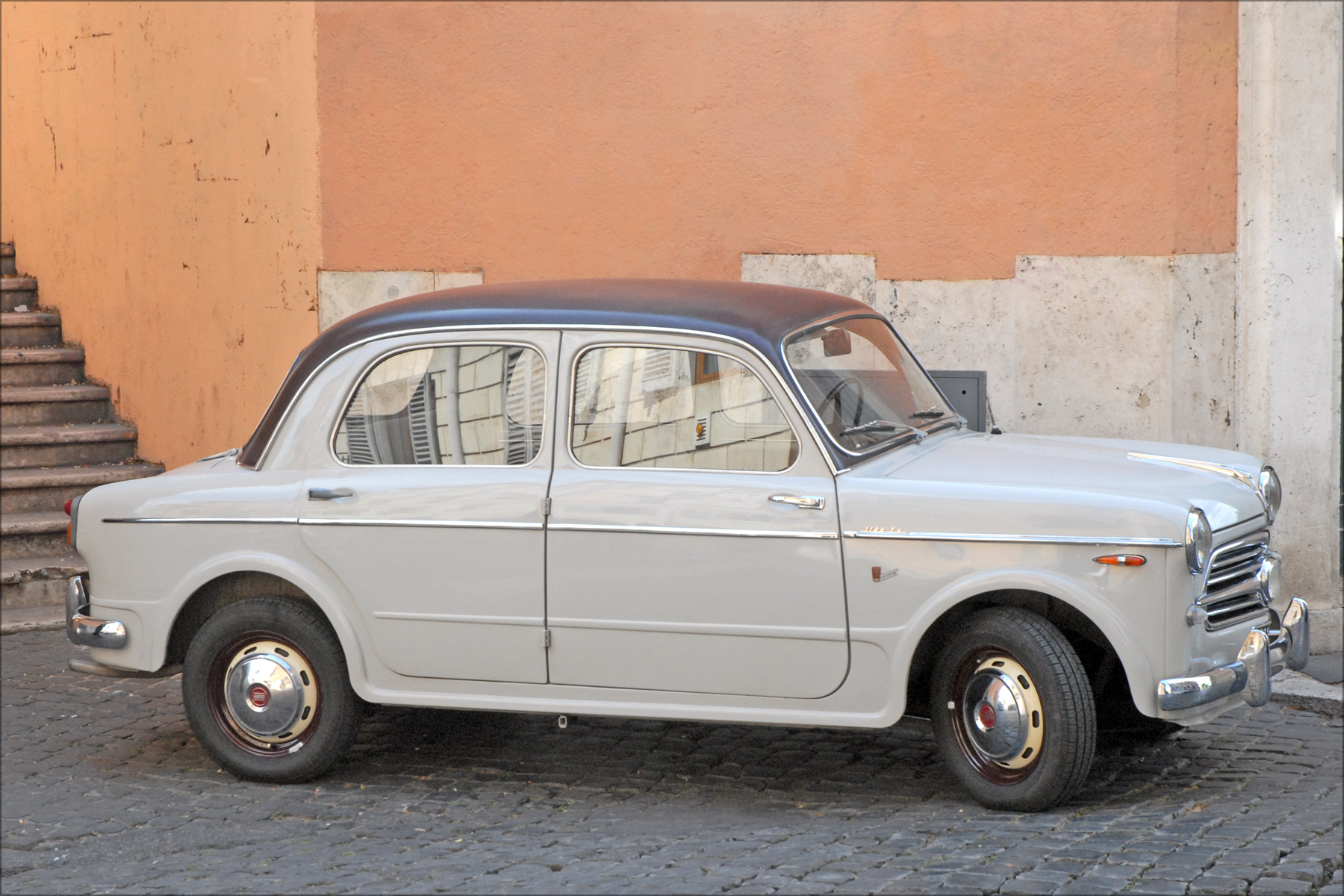
1100/103 TV

In oktober 1953 lanceerde Fiat op het Autosalon van Parijs een sportieve versie van de 1100/103: de 1100 TV (Turismo Veloce). De TV was uitgerust met een verbeterde motor die 35 kW (48  pk) ontwikkelde in plaats van de 26 kW (36 pk) in de standaard versie. De topsnelheid bedroeg 135 km/u. Om dit toegenomen motorvermogen naar de achteras te brengen werd de standaard cardanas vervangen door een tweeledige cardanas.
De carrosserie van de TV verschilde van het standaard model door een grotere, gebogen achterruit en opvallende  achtervleugels in combinatie met hertekende achterlichten. Een typisch kenmerk van de TV was een enkele mistlamp vooraan in het midden van het radiatorrooster. De wagen had dikke verchroomde sierlijsten aan de zijkant met "1100 TV" en "Fiat Carrozzeri Speciali"-emblemen, een groter ornament op de motorkap, speciale wieldoppen en whitewallbanden. De carrosserie van de TV werd standaard in twee kleuren gelakt, met het dak en de velgen in een contrasterende kleur.
Het interieur bevatte een tweespaaks stuurwiel, een tweekleurige stoffen en vinyl bekleding en een vloerbedekking in aangepaste kleur. Optioneel kon de voorbank vervangen worden door twee verstelbare kuipzetels.
De 1100 TV was beduidend duurder dan de standaard 1100/103 sedans, maar werd wel gewaardeerd door Fiat's meer sportieve klanten, die ermee deelnamen aan tal van races, waaronder de Mille Miglia.

#### 1100 Familiare

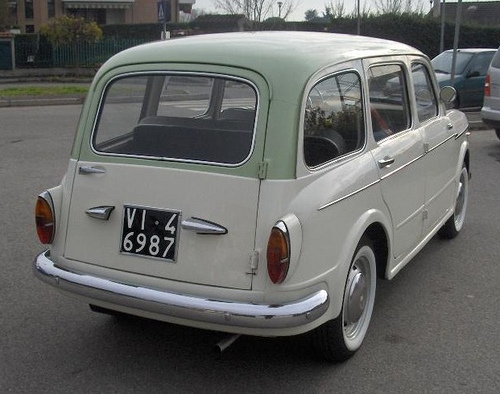
1100 Familiare

Op het Autosalon van Genève in 1954 introduceerde Fiat de 1100 Familiare, een vijfdeurs stationwagen. De achterklep scharnierde aan de zijkant en de met vinyl beklede achterbank kon neergeklapt worden om een grote vlakke laadruimte te bekomen die een lading tot 300 kg kon dragen. Een derde rij van twee zitplaatsen, die in de koffervloer konden weggeklapt worden, bood plaats aan een vijfde en zesde passagier. Mechanisch gezien was de Familiare identiek aan de standaard sedan.

#### 1100 TV Trasformabile

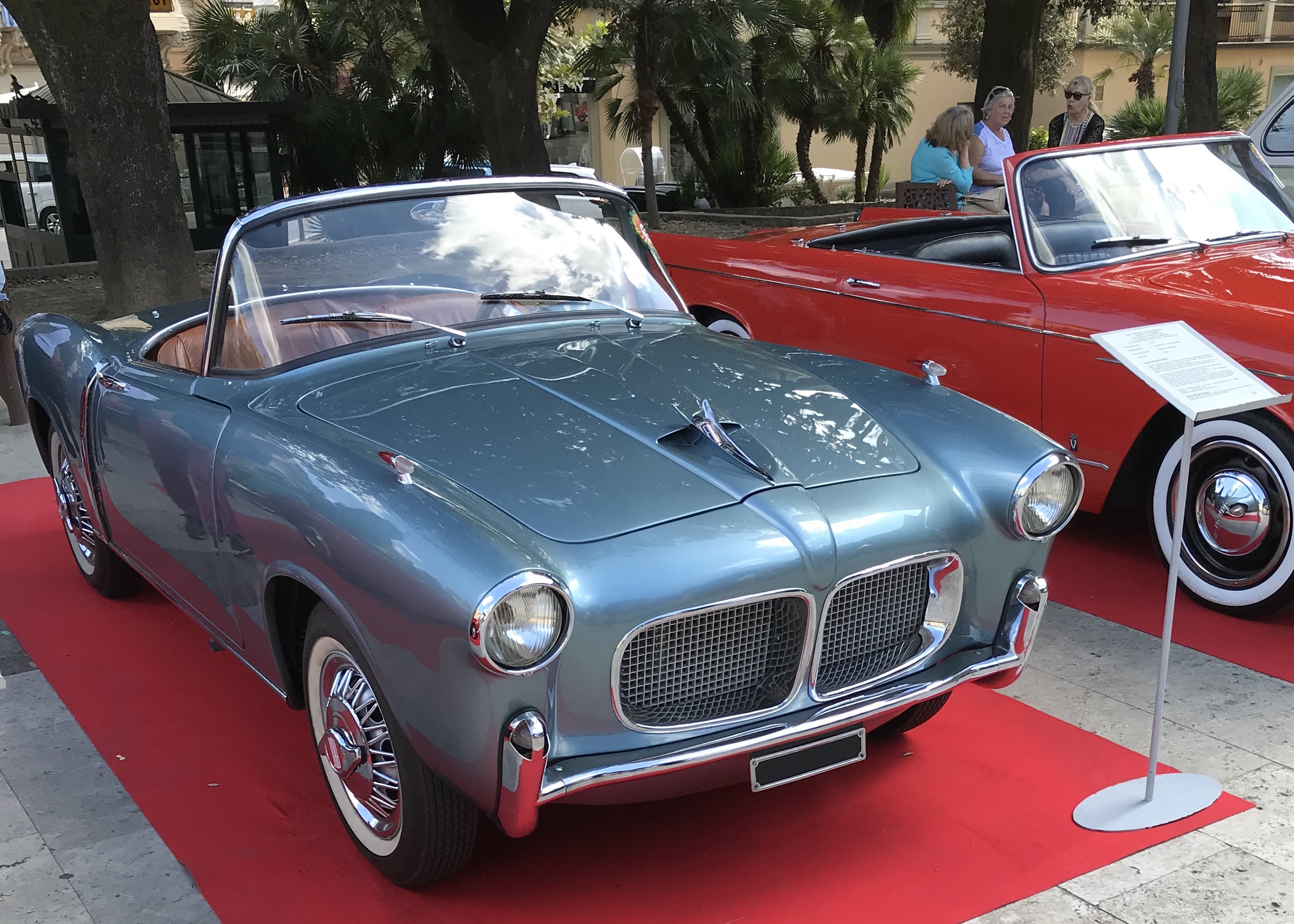
1100 TV Trasformabile

De 1100/103 TV Trasformabile, een tweezits roadster, werd in maart 1955 geïntroduceerd op het Autosalon van Genève. Zoals de naam doet vermoeden was deze wagen gebaseerd op de 1100 TV. Net zoals de TV sedan werd ook de Trasformabile ontworpen door de afdeling "speciale carrosserieën" van Fiat en niet door een externe carrosseriebouwer. Van de eerste serie uit 1955 werden 571 exemplaren gebouwd. Van de tweede serie uit 1956, met een krachtigere motor en een gewijzigde achterwielophanging, werden 450 stuks geproduceerd.
Vanaf 1957 werd de wagen verkocht als 1200 Trasformabile met een krachtigere 1.221 cc motor van 40 kW (55 pk). De productie van dit model liep tot 1959, met circa 2360 exemplaren. De 1200 Tranformabile kreeg ook enkele kleine wijzigingen aan de voor- en achterkant, waarbij de grotere koplampen het meest opvallende verschil waren.

#### 1100 TV coupé Pinin Farina

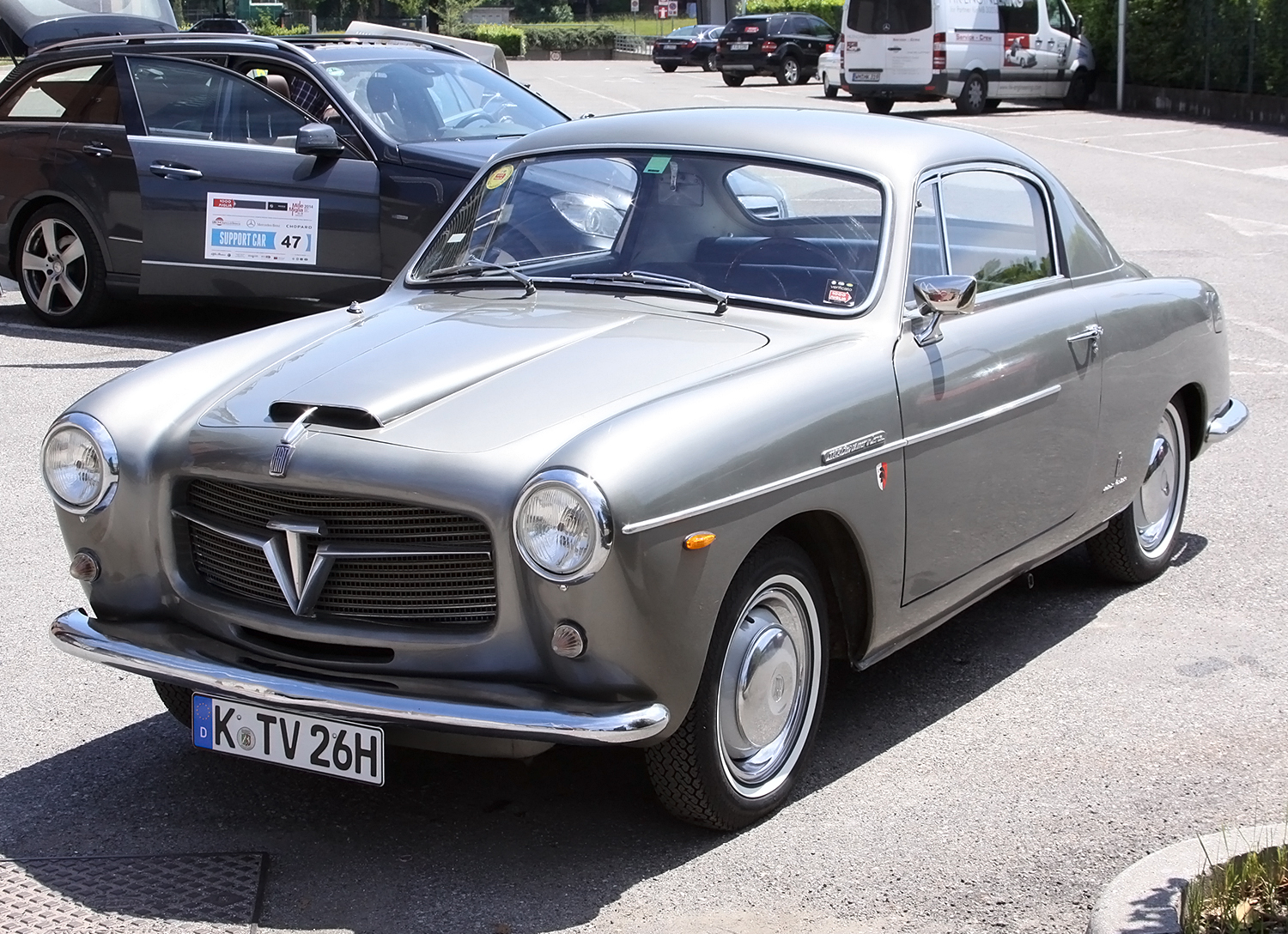
1100 TV coupé Pinin Farina

Van 1954 tot 1956 bracht de Italiaanse carrosseriebouwer Pininfarina een eigen tweedeurs 2+2-coupé op de markt op basis van de 1100 TV, in een kleine oplage van ongeveer 780 exemplaren. Een prototype werd voor het eerst vertoond op het Autosalon van Parijs in 1953 en vervolgens ingeschreven voor een race in 1954 in de buurt van Turijn. De met de hand gebouwde carrosserie was van staal met aluminium deuren, motorkap en kofferdeksel. Vanaf 1955 werd een panoramische achterruit gebruikt, vergelijkbaar met die van de door Pininfarina gebouwde Ferrari's uit die tijd.

### 1100/103 E (1956)

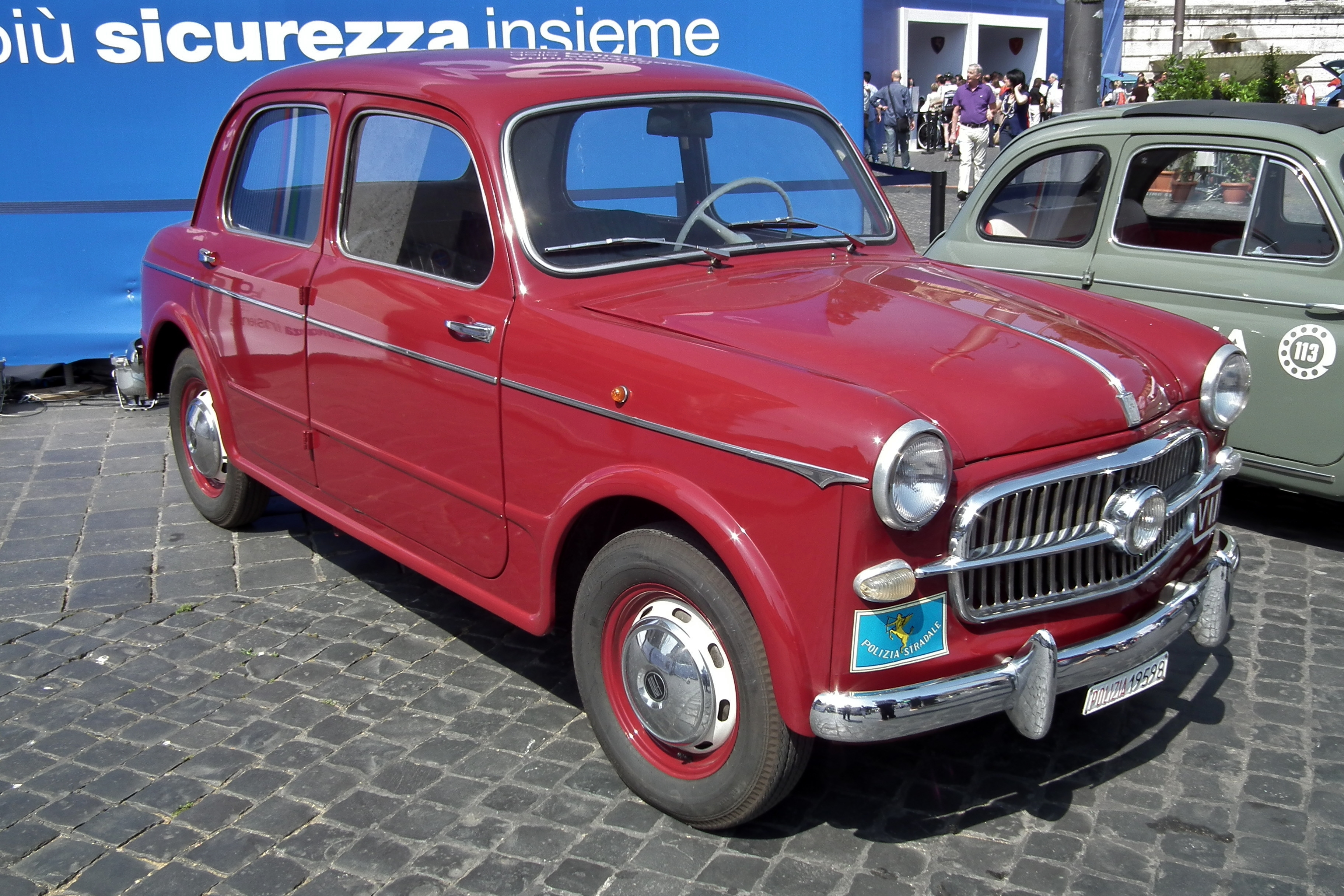
1100/103 E

In juni 1956 kreeg de 1100/103-reeks een facelift. De nieuwe serie kreeg de typecode 103 E. Alle modellen (sedan Tipo A en B, Familiari, TV en TV Trasformabile) werden voortgezet. De compressieverhouding van de standaardmotor werd verhoogd tot 7:1, met een toename van het motorvermogen tot 40 pk. Voor de TV's werd de compressieverhouding op 8:1 gebracht, wat een motorvermogen van  53 pk opleverde. De ophanging was minder hard en ook de stuurgeometrie werd gewijzigd.
De standaard sedans kregen nieuwe verchroomde sierelementen en een nieuw radiatorrooster met verticale spijlen en een rechthoekige mistlamp in het midden zoals de vroegere TV's. De TV kreeg ook een soortgelijk nieuw ontworpen radiatorrooster, maar had nu twee rechthoekige mistlampen, één onder elke koplamp. De contrasterende kleur van de carrosserie werd doorgetrokken aan de zijkanten.
Binnenin was het dashboard vernieuwd en kregen de wagens een ivoorkleurig stuurwiel. Nieuwe kenmerken waren een handschoenenkastje, armleuningen in de vier deurpanelen, een tweekleurige zetelbekleding en een ruitensproeier. De bagageruimte werd vergroot door een neerklapbare achterbank te voorzien en het revervewiel onder de koffervloer weg te steken.
Ook de Trasformabile roadster kreeg de nieuwe Turismo Veloce specificaties.

### 1100/103 D (1958)
In september 1957 kreeg de 1100 opnieuw een facelift met onder andere een volledig opnieuw ontworpen achterkant. Deze serie, met typecode 103 D, ging in première op het Autosalon van Parijs in oktober 1957 samen met de nieuwe Fiat 1200 Granluce. Die laatste was een elegante sedan, ontwikkeld op basis van de 1100, met een modernere carrosserie en een 1,2 liter benzinemotor. Omdat de 1200 Granluce de 1100 TV verving bestond het 1100-gamma tijdelijk slechts uit twee modellen: een sedan en een stationwagen, beide standaard voorzien van een dak in contrasterende kleur. De nieuwe achterkant van de sedan had staartvinnen en was langer geworden, waardoor de wagen een grotere bagageruimte en een grotere achterruit kreeg. De carrosserie van de stationwagen bleef ongewijzigd. Verder waren de wagens te herkennen aan een nieuw radiatorrooster, nieuwe deurgrepen en nieuwe richtingaanwijzers.
Vanuit mechanisch oogpunt was de belangrijkste verbetering de opgewaardeerde remmen, met zelfcentrerende remschoenen en bredere trommels. Het motorvermogen steeg van 40 naar 43 pk dankzij een grotere carburateur en enkele wijzigingen aan het motorblok. De topsnelheid nam toe tot 125 km/u.

### 1100/103 H Lusso (1959)

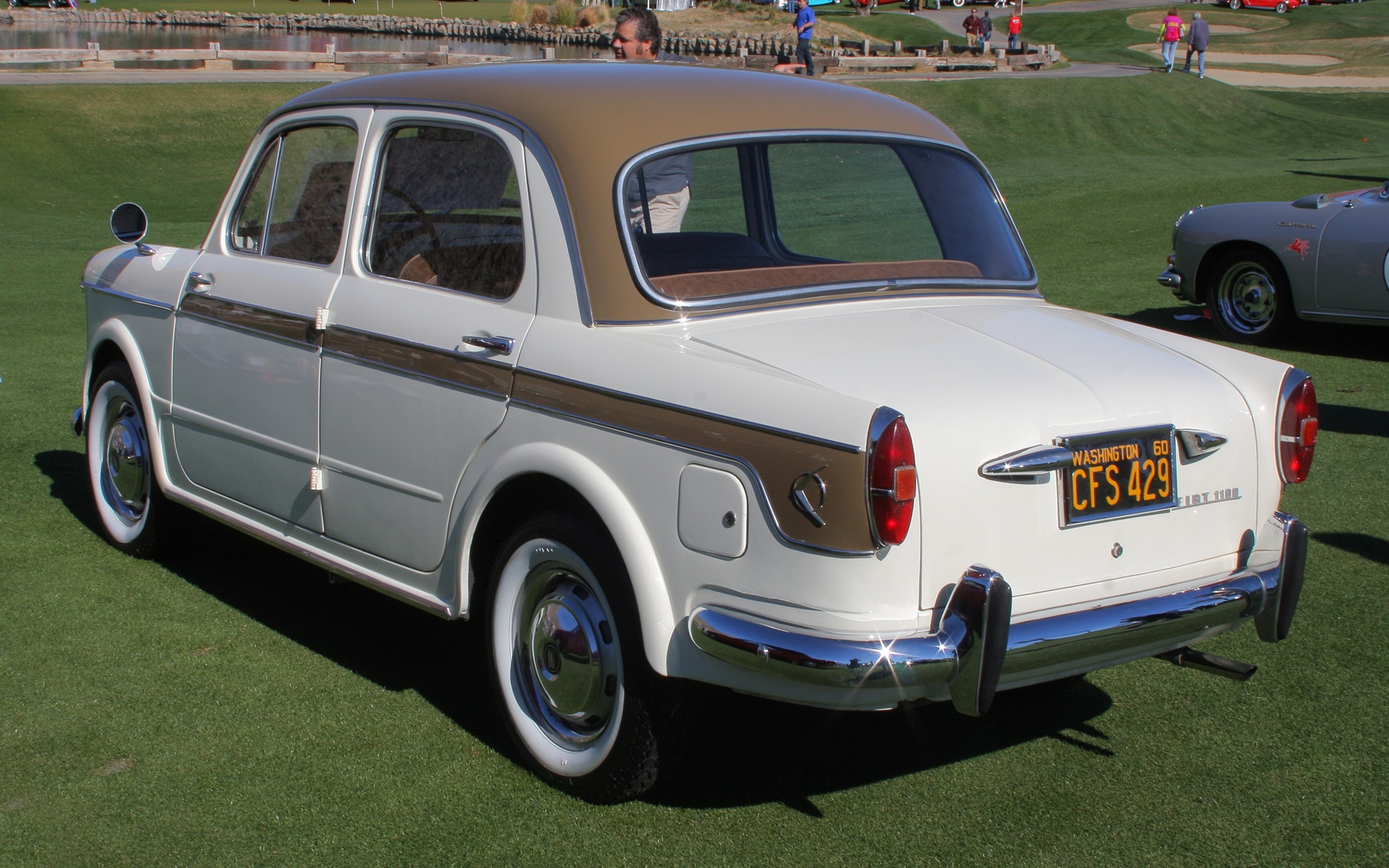
1100 Lusso

In 1959 introduceerde Fiat opnieuw een luxe-uitvoering van de 1100 die gepositioneerd werd tussen de standaard 1100 sedan en de 1200 Granluce: de 1100 Lusso (type 103 H). De 1100 Lusso was gebaseerd op de carrosserie van de 1100 uit 1958, maar kreeg een uitgebreide exterieurafwerking. Het Fiat-embleem werd verplaatst van de motorkap naar het midden van het radiatorrooster. De verchroomde sierlijsten aan de zijkant werden in tweeën gesplitst om een contrasterende kleurband in dezelfde kleur van het dak mogelijk te maken die zich uitstrekte van de voordeuren tot het einde van de achterste zijpanelen. De tanktop zat verstopt achter een afsluitbaar klepje. Er waren nieuwe wieldoppen en de bumpers kregen verticale stootblokken die met rubber bekleed waren. Dankzij een twin-choke carburateur en een hogere compressieverhouding ontwikkelde de 1,1-liter motor van de Lusso 50 pk, 7 pk meer dat het 1100-model uit 1958. De topsnelheid bedroeg 130 km/u. Een ander verschil met de standaard sedan was de tweeledige cardanas die overgenomen werd uit de Turismo Veloce.

### 1100/103 H Export & Speciale (1960)

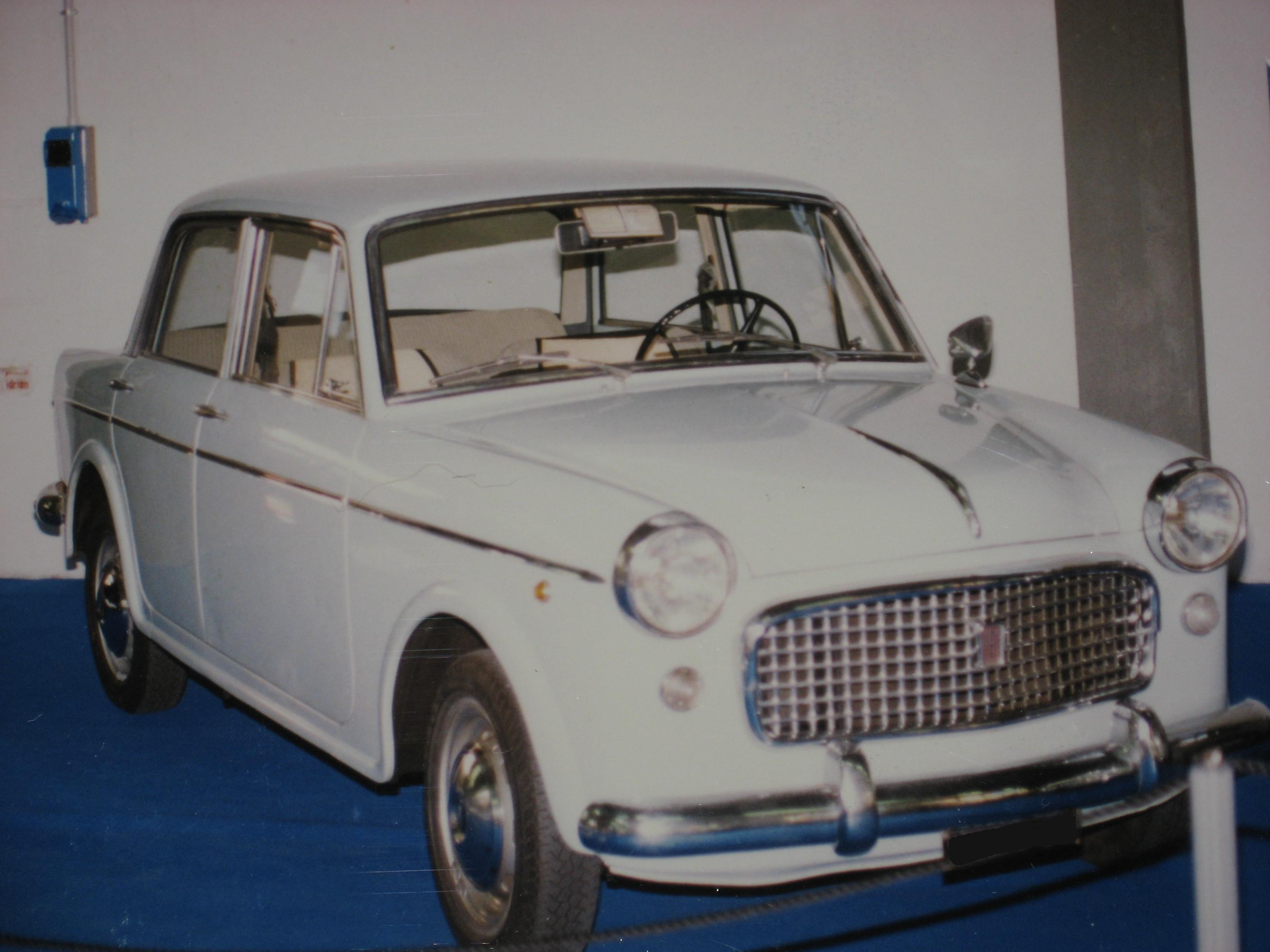
1100 Speciale

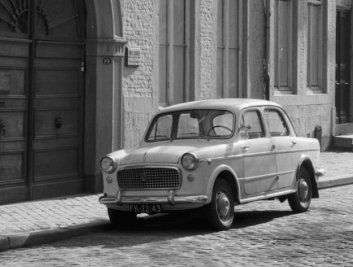
1100 Export

Eind 1960 werden de 1100/103 D en de 1100/103 H Lusso vervangen door drie modellen die voor het eerst vertoond werden op het Autosalon van Turijn in 1960: de 1100 Export, de duurdere 1100 Speciale en de 1100 Familiare stationwagen. Het belangrijkste verschil tussen de Export en de Speciale sedans was het plaatwerk: de Export gebruikte de carrosserie van de 103 H Lusso met de zelfmoordportieren terwijl de Speciale de carrosserie van de modernere 1200 Granluce overnam en zo de eerste 1100 werd met vier normaal scharnierende deuren. Verder hadden de twee sedans een nagenoeg identiek interieur en uitrusting. De blitse afwerking en de complexe verfschema's van de Granluce en Lusso werden achterwege gelaten, alhoewel een dak in contrasterende kleur nog steeds als optie verkrijgbaar was op de Speciale. De drie modellen hadden allemaal dezelfde neus, afkomstig van de Lusso. De bumpers hadden kleinere stootblokken zonder rubberen bekleding.
Ook de motor was afkomstig uit de Lusso, met een vermogen van 50 pk en een topsnelheid van 130 km/u. Dankzij nieuwe flexibele rubberen steunen was het mogelijk om de tweeledige cardanas te vervangen door een eenvoudigere uit één stuk, zelfs met de krachtigere motor. Een Saxomat automatische koppeling was alleen beschikbaar als optie op de Speciale. De 1100 Export en Speciale werden in 1962 beide vervangen door de Fiat 1100 D.

## 1100 D

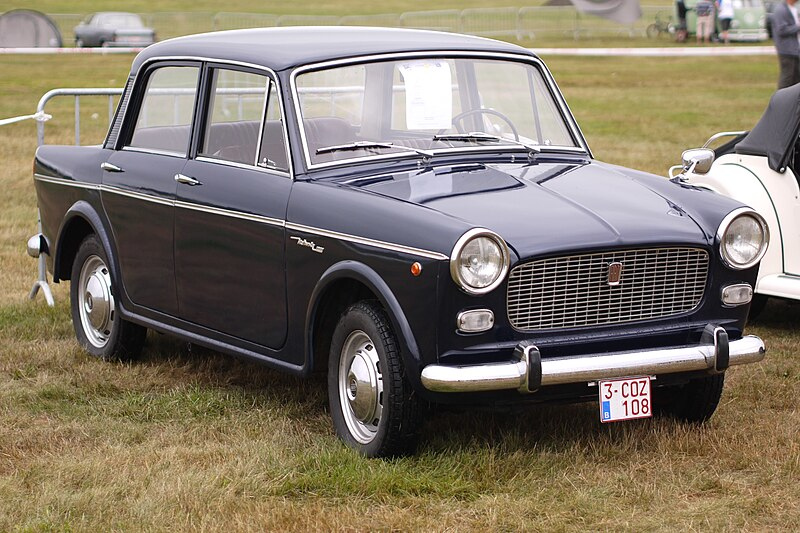
1100 D

In 1962 introduceerde Fiat een nieuwe generatie van de 1100: de Fiat 1100 D. Dit was een sobere maar comfortabele vierdeurs sedan, vergelijkbaar met de Granluce, maar met eenvoudigere zijkanten en een nieuwe rechthoekige voorkant. De standaard sedan en stationwagen beschikten oorspronkelijk over een motorvermogen van 29 kW (40 pk) maar dat werd al snel opgetrokken tot 32 kW (43 pk). Daarnaast was er ook nog een Deluxe-model met een hoger motorvermogen van 37 kW (50 pk), extra zijlijsten, een voorbank met twee verstelbare rugleuningen en vloermatten. Deze modellen bleven ongewijzigd in productie tot 1966, toen de introductie van de nieuwe Fiat 124 aanleiding gaf tot verdere veranderingen in de styling.

## 1100 R

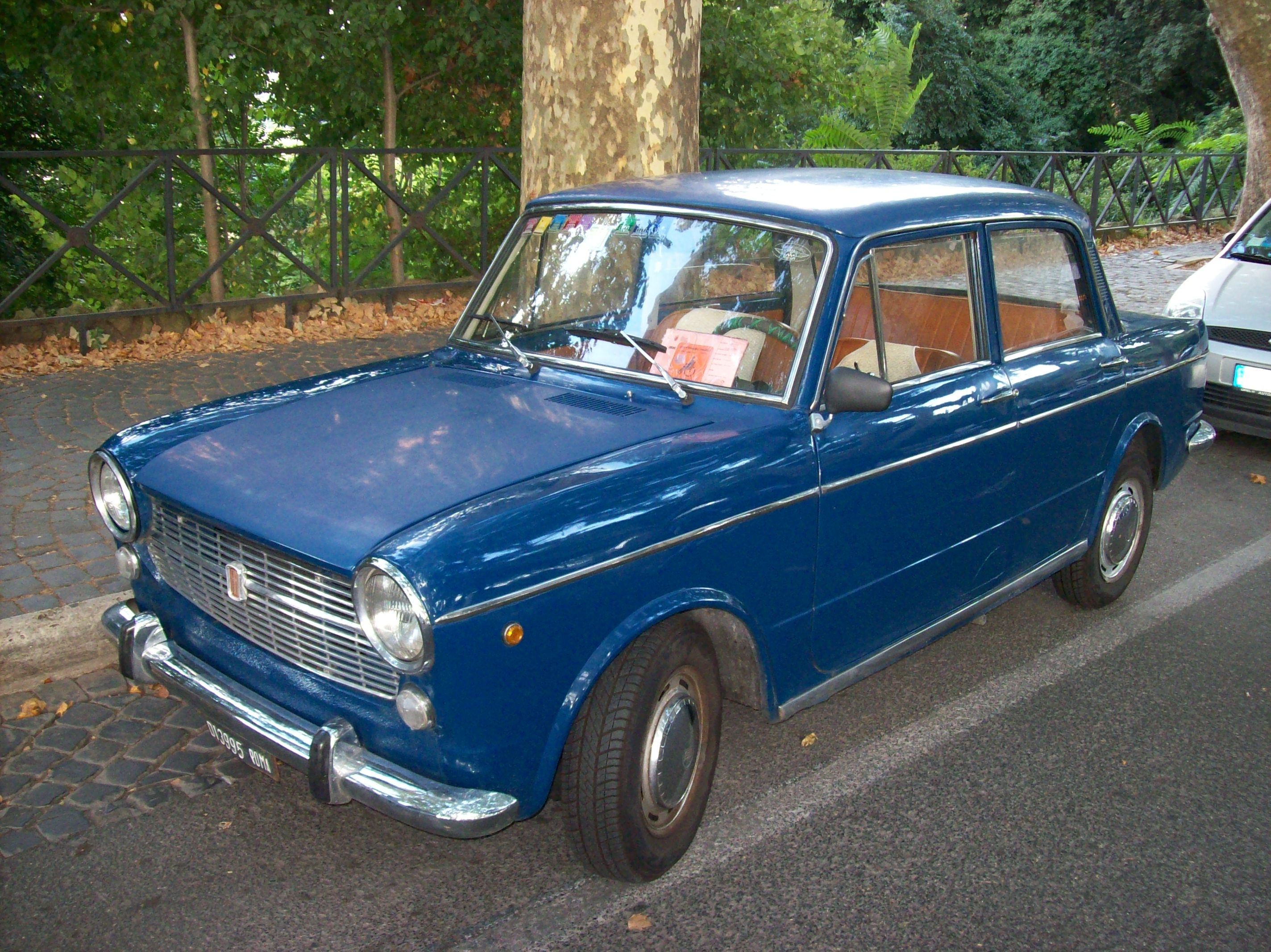
1100 R

Het laatste model in de 1100-reeks was de Fiat 1100 R uit 1966 (de "R" staat voor "rinnovata", het Italiaanse woord voor "vernieuwd"). Deze wagen had een langere, rechtere en slankere lijn, met een vierkante achterkant en een neus die niet veel verschilde van de iets grotere Fiat 124. De staartvinnen werden verder onderdrukt en de rechtopstaande achterlichten werden vervangen door de ronde achterlichten van de Fiat 850. Tegelijkertijd werd de grotere motor geschrapt om overlap met de Fiat 124 te vermijden. De 1100 R werd alleen aangeboden met de oudere 1.089 cc motor met een vermogen van 36 kW (48 pk).
De bagageruimte werd groter door een lichte toename van de totale lengte van de auto en door de positie van het reservewiel (onder de koffervloer) en de brandstoftank (in de rechter achtervleugel).
De Fiat 1100 R werd in 1969 opgevolgd door de nieuwe Fiat 128 middenklasser.

## 1100 T

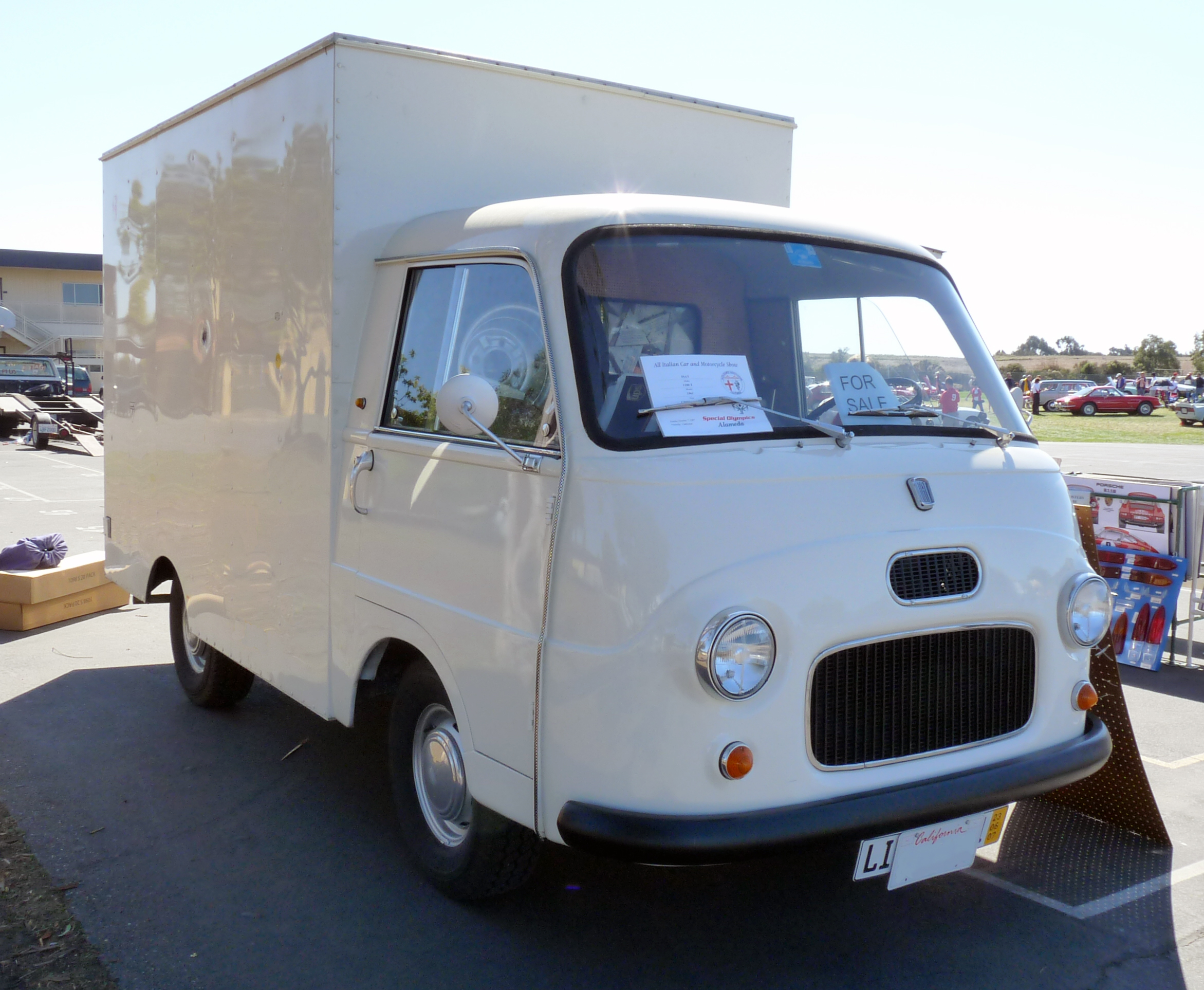
1100 T

De Fiat 1100 T werd vanaf 1957 geproduceerd als gesloten bestelwagen, pick-up en minibus. De auto was uitgerust met een 1.089 cc lijnmotor met een vermogen van 28 kW (38 pk) en had een topsnelheid van 90 km/u. In 1959 werd de Fiat 1100 T2 uitgebracht die een 22 kW (45 pk) 1.222 cc motor had. Daarna volgde er nog gestage stroom van bijgewerkte motoren, totdat de productie van de 1100 T4 uiteindelijk in 1971 eindigde.

## Productie in India

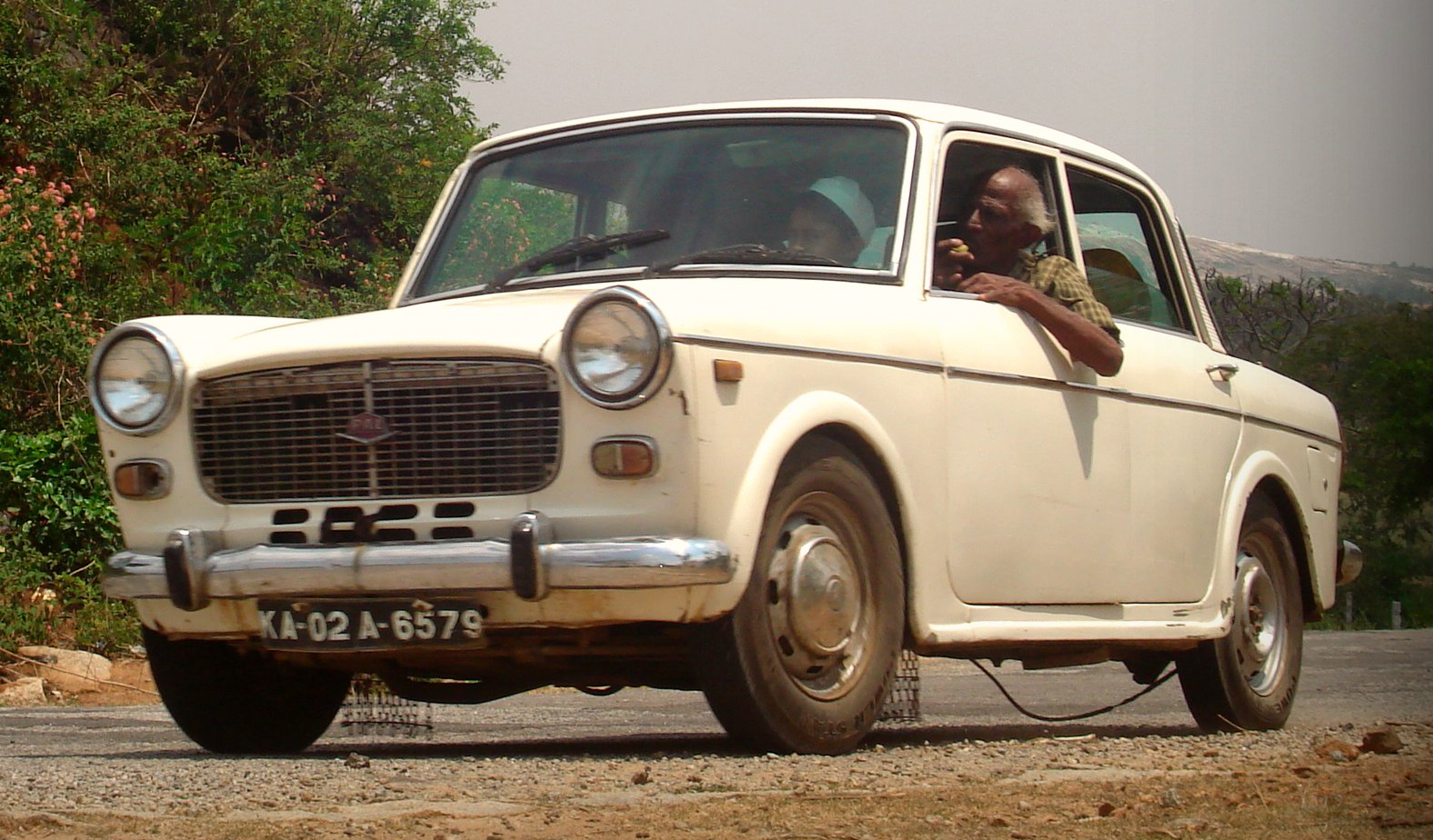
Premier Padmini

De Fiat 1100 werd geïmporteerd in India en verkocht door Premier Automobiles Limited (PAL). De 1100/103 stond er bekend als de Millecento en de 1100/103 E (met de centrale mistlamp in het radiatorrooster) als de Elegant. In 1958 werd de 1100/103 D (met de staartvinnen) geïntroduceerd als de Select.
De Fiat 1100 D werd vanaf 1964 in India onder licentie geproduceerd door PAL. De meeste onderdelen van dit model werden lokaal vervaardigd. Aanvankelijk kwam de wagen er op de markt als de Fiat 1100 D, vanaf 1972 als de Premier President en van 1974 tot de stopzetting in 2000 als de Premier Padmini. In 1993 werd de Premier Padmini 137D geïntroduceerd, een dieselversie met een 1366 cc-dieselmotor.
In India werd de 1100 beschouwd als een sportiever alternatief voor de Hindustan Ambassador.